# Leeds United Association Football Club 2023-2024
Questa pagina raccoglie i dati riguardanti il Leeds United Football Club nelle competizioni ufficiali della stagione 2023-2024.

## Stagione
La stagione 2023-2024 è stato il 96º campionato professionistico per il club del West Yorkshire, la prima stagione in Championship, il secondo livello del calcio inglese, dopo la retrocessione della stagione precedente dalla Premier League 2022-2023. Questa stagione ha visto il Leeds impegnato, oltre che in campionato, anche in FA Cup ed in League Cup.
La stagione si è aperta sotto la nuova gestione della Denise DeBartolo York, che con il figlio Jed York sono i principali proprietari di 49ers Enterprises, che la famiglia DeBartolo ha fondato nel 1977 come filiale di investimento a conduzione familiare del club NFL che aveva acquisito quote di minoranza in passato e che il 9 giugno 2023 ha provveduto all'acquisto della maggioranza assoluta dalla Aser Ventures, società dell'imprenditore italiano Andrea Radrizzani, divenuta ufficiale il 17 luglio successivo dopo l'approvazione definitivo da parte della lega.
Il 4 luglio 2023 il club ha annunciato che l'allenatore per la nuova stagione sarebbe stato Daniel Farke, accompagnato da Christopher John suo vice, Edmund Riemer nel ruolo di assistente allenatore e Chris Domogalla come nuovo preparatore atletico.
In League Cup, denominata Carabao Cup per motivi di sponsorizzazione, dopo aver superato lo Shrewsbury Town 2-1 nel primo turno, viene eliminato al turno successivo dal Salford City, perdendo in trasferta 9-8 ai calci di rigore.
In FA Cup, dopo aver eliminato il Plymouth in un doppio confronto, viene eliminato al quinto turno dal Chelsea.
Chiude la regular season al terzo posto, accedendo ai play-off dove, tra andata e ritorno, supera 4-0 il Norwich City in semifinale; nella finale disputata nello stadio di Wembley, perde 1-0 contro il Southampton, rimanendo così per un'ulteriore stagione in Championship.

## Divise e sponsor
Lo sponsor tecnico del Leeds per la stagione 2023-2024 è l'azienda tedesca Adidas. Il nuovo Main Sponsor ufficiale è BOXT, piattaforma di e-commerce e logistica britannica; lo Sleeve Sponsor è Flamingo Land Resort Yorkshire, parco a tema, con zoo e resort situato in Inghilterra; il back sponsor è AMT, azienda inglese specializzata nella compravendita di autoveicoli e servizi online.
| Casa | Trasferta | Third |

## Rosa
Rosa e numerazione aggiornata al 30 gennaio 2024.
| N. |                             | Ruolo | Calciatore                  |
| -- | --------------------------- | ----- | --------------------------- |
| 1  | Francia (bandiera)          | P     | Illan Meslier               |
| 2  | Inghilterra (bandiera)      | D     | Luke Ayling (vice-capitano) |
| 3  | Rep. Dominicana (bandiera)  | D     | Junior Firpo                |
| 4  | Galles (bandiera)           | D     | Ethan Ampadu                |
| 5  | Inghilterra (bandiera)      | D     | Charlie Cresswell           |
| 6  | Scozia (bandiera)           | D     | Liam Cooper (capitano)      |
| 7  | Paesi Bassi (bandiera)      | A     | Joël Piroe                  |
| 8  | Finlandia (bandiera)        | C     | Glen Kamara                 |
| 9  | Inghilterra (bandiera)      | A     | Patrick Bamford             |
| 10 | Paesi Bassi (bandiera)      | A     | Crysencio Summerville       |
| 12 | Inghilterra (bandiera)      | A     | Jaydon Anthony              |
| 13 | Norvegia (bandiera)         | P     | Kristoffer Klaesson         |
| 14 | Galles (bandiera)           | D     | Joe Rodon                   |
| 15 | Irlanda del Nord (bandiera) | D     | Stuart Dallas               |
| 16 | Inghilterra (bandiera)      | A     | Sonny Perkins               |
| 17 | Inghilterra (bandiera)      | C     | Jamie Shackleton            |
| 18 | Inghilterra (bandiera)      | A     | Darko Gyabi                 |

| N. |                        | Ruolo | Calciatore       |
| -- | ---------------------- | ----- | ---------------- |
| 19 | Inghilterra (bandiera) | C     | Sam Greenwood    |
| 20 | Galles (bandiera)      | C     | Daniel James     |
| 21 | Paesi Bassi (bandiera) | D     | Pascal Struijk   |
| 22 | Inghilterra (bandiera) | C     | Archie Gray      |
| 23 | Colombia (bandiera)    | A     | Luis Sinisterra  |
| 24 | Francia (bandiera)     | A     | Georginio Rutter |
| 25 | Inghilterra (bandiera) | D     | Sam Byram        |
| 26 | Inghilterra (bandiera) | C     | Lewis Bate       |
| 27 | Inghilterra (bandiera) | C     | Ian Poveda       |
| 28 | Inghilterra (bandiera) | P     | Karl Darlow      |
| 29 | Italia (bandiera)      | A     | Wilfried Gnonto  |
| 30 | Inghilterra (bandiera) | A     | Joe Gelhardt     |
| 33 | Norvegia (bandiera)    | D     | Leo Fuhr Hjelde  |
| 37 | Inghilterra (bandiera) | D     | Cody Drameh      |
| 39 | Inghilterra (bandiera) | D     | Djed Spence      |
| 44 | Bulgaria (bandiera)    | C     | Ilija Gruev      |
| 49 | Inghilterra (bandiera) | A     | Mateo Joseph     |

## Calciomercato

### Sessione estiva(dal 14/6 all'1/9)
| Acquisti         | Acquisti          | Acquisti            | Acquisti               |
| R.               | Nome              | a                   | Modalità               |
| ---------------- | ----------------- | ------------------- | ---------------------- |
| P                | Karl Dorlow       | Newcastle Utd       | definitivo (400.000 €) |
| D                | Ethan Ampadu      | Chelsea             | definitivo (8 mln €)   |
| D                | Sam Byram         | Norwich City        | gratuito               |
| D                | Charlie Cresswell | Millwall            | fine prestito          |
| D                | Diego Llorente    | Roma                | fine prestito          |
| D                | Joe Rodon         | Tottenham           | prestito               |
| C                | Hélder Costa      | Al-Ittihad          | fine prestito          |
| C                | Ilija Gruev       | Werder Brema        | definitivo (6,5 mln €) |
| C                | Glen Kamara       | Rangers             | definitivo (5,8 mln €) |
| C                | Alfie McCalmont   | Carlisle Utd        | fine prestito          |
| C                | Ian Poveda        | Blackpool           | fine prestito          |
| C                | Jamie Shackleton  | Millwall            | fine prestito          |
| C                | Djed Spence       | Tottenham           | prestito (1,1 mln €)   |
| A                | Jaydon Anthony    | Bournemouth         | prestito               |
| A                | Joe Gelhardt      | Sunderland          | fine prestito          |
| A                | Daniel James      | Fulham              | fine prestito          |
| A                | Joël Piroe        | Swansea City        | definitivo (14 mln €)  |
| A                | Tyler Roberts     | QPR                 | fine prestito          |
| Altre operazioni |                   |                     |                        |
| R.               | Nome              | a                   | Modalità               |
| D                | Max Jimmy Dean    | Luton Town          | fine prestito          |
| D                | Leo Fuhr Hjelde   | Rotherham Utd       | fine prestito          |
| C                | Lewis Bate        | Oxford Utd          | fine prestito          |
| C                | Jack Jenkins      | Salford City        | fine prestito          |
| C                | Josh McDonald     | Hamilton Academical | definitivo             |
| A                | Stuart McKinstry  | Motherwell          | fine prestito          |
| A                | Lewis Pirie       | Aberdeen            | definitivo             |

| Cessioni         | Cessioni          | Cessioni              | Cessioni                |
| R.               | Nome              | a                     | Modalità                |
| ---------------- | ----------------- | --------------------- | ----------------------- |
| P                | Joel Robles       | Al-Qadisiya           | fine contratto          |
| D                | Robin Koch        | Eintracht Francoforte | prestito                |
| D                | Rasmus Kristensen | Roma                  | prestito                |
| D                | Diego Llorente    | Roma                  | rinnovo prestito        |
| D                | Maximilian Wöber  | Borussia M'gladbach   | prestito (500 mila €)   |
| C                | Brenden Aaronson  | Union Berlino         | prestito                |
| C                | Tyler Adams       | Bournemouth           | definitivo (26,9 mln €) |
| C                | Cody Drameh       | Birmingham City       | prestito                |
| C                | Adam Forshaw      |                       | fine contratto          |
| C                | Alfie McCalmont   | Carlisle Utd          | definitivo              |
| C                | Weston McKennie   | Juventus              | fine prestito           |
| C                | Marc Roca         | Betis                 | prestito                |
| A                | Sam Greenwood     | Middlesbrough         | prestito                |
| A                | Tyler Roberts     | Birmingham City       | definitivo              |
| A                | Rodrigo           | Al-Rayyan             | definitivo              |
| A                | Luis Sinisterra   | Bournemouth           | prestito                |
| Altre operazioni |                   |                       |                         |
| R.               | Nome              | a                     | Modalità                |
| P                | Will Brook        | Nottingham Forest     | fine contratto          |
| C                | Jay Buchan        |                       | fine contratto          |
| A                | Ben Andreucci     | Bolton                | fine contratto          |
| A                | Stuart McKinstry  |                       | fine contratto          |

### Sessione invernale(dal 2/1 al 31/1)
| Acquisti         | Acquisti         | Acquisti         | Acquisti         |
| R.               | Nome             | a                | Modalità         |
| Altre operazioni | Altre operazioni | Altre operazioni | Altre operazioni |
| R.               | Nome             | a                | Modalità         |
| ---------------- | ---------------- | ---------------- | ---------------- |

| Cessioni         | Cessioni        | Cessioni       | Cessioni                |
| R.               | Nome            | a              | Modalità                |
| ---------------- | --------------- | -------------- | ----------------------- |
| C                | Ian Poveda      | Sheffield Weds | prestito                |
| Altre operazioni |                 |                |                         |
| R.               | Nome            | a              | Modalità                |
| D                | Leo Fuhr Hjelde | Sunderland     | definitivo (1,75 mln €) |

### Operazioni esterne(dall'1/2 al 30/6)
| Acquisti | Acquisti | Acquisti | Acquisti |
| R.       | Nome     | a        | Modalità |
| -------- | -------- | -------- | -------- |

| Cessioni | Cessioni    | Cessioni  | Cessioni      |
| R.       | Nome        | a         | Modalità      |
| -------- | ----------- | --------- | ------------- |
| D        | Djed Spence | Tottenham | fine prestito |
| C        | Lewis Bate  | MK Dons   | prestito      |

## Risultati

### Championship

#### Girone di andata
| Arbitro: | Josh Smith |

|                              |           |                     |
| Cooper 49’ Summerville 90+5’ | Marcatori | 23’ Bowler 39’ Ugbo |

| Arbitro: | Tim Robinson |

|                  |           |  |
| Jutkiewicz 90+1’ | Marcatori |  |

| Arbitro: | Matt Donohue |

|            |           |                   |
| Ayling 72’ | Marcatori | 52’ Thomas-Asante |

| Arbitro: | Madley |

|                                               |           |                                                |
| Rodon 7’ (aut.) Broadhead 45+7’ Chaplin 90+7’ | Marcatori | 10’ Rutter 14’ Gnonto 19’ Piroe 75’ Sinisterra |

| Leeds 2 settembre 2023, ore 15:00 WEST 5ª giornata | Leeds Utd  | 0 – 0 referto | Sheffield Weds | Elland Road (36 484 spett.)\| Arbitro: \| Whitestone \| |
| Arbitro:                                           | Whitestone |               |                |                                                         |

| Arbitro: | Chris Kavanagh |

|  |           |                           |
|  | Marcatori | 15’, 77’ Piroe 81’ Rutter |

| Kingston upon Hull 20 settembre 2023, ore 19:45 WEST 7ª giornata | Hull City      | 0 – 0 referto | Leeds Utd | MKM Stadium (24 221 spett.)\| Arbitro: \| Stephen Martin \| |
| Arbitro:                                                         | Stephen Martin |               |           |                                                             |

| Arbitro: | Jeremy Simpson |

|                                 |           |  |
| Piroe 67’ Byram 70’ Anthony 89’ | Marcatori |  |

| Arbitro: | John Brooks |

|                                    |           |             |
| A. Armstrong 2’, 35’ Smallbone 31’ | Marcatori | 58’ Struijk |

| Arbitro: | David Webb |

|                |           |  |
| Summerville 9’ | Marcatori |  |

| Arbitro: | Keith Stroud |

|                     |           |              |
| James 37’ Piroe 53’ | Marcatori | 49’ Naismith |

| Arbitro: | John Busby |

|                   |           |                                       |
| Duffy 4’ Sara 43’ | Marcatori | 63’ (aut.) Duffy 77’, 85’ Summerville |

| Arbitro: | Tierney |

|                    |           |  |
| Struijk 80’ (aut.) | Marcatori |  |

| Arbitro: | Bell |

|                                       |           |           |
| James 20’, 34’ Summerville 31’, 45+4’ | Marcatori | 70’ Helik |

| Arbitro: | Whitestone |

|  |           |            |
|  | Marcatori | 58’ Rutter |

| Arbitro: | Smith |

|                     |           |           |
| James 21’ Piroe 28’ | Marcatori | 84’ Waine |

| Arbitro: | Langford |

|               |           |                |
| Odoffin 45+1’ | Marcatori | 6’ Summerville |

| Arbitro: | Allison |

|                                 |           |             |
| Piroe 4’ Rutter 45+3’ James 61’ | Marcatori | 1’ Paterson |

| Arbitro: | England |

|                                          |           |                    |
| James 5’ Summerville 7’ Piroe 38’ (rig.) | Marcatori | 3’, 45’ Latte Lath |

| Arbitro: | Donohue |

|  |           |                           |
|  | Marcatori | 27’ James 75’ Summerville |

| Arbitro: | Whitestone |

|                |           |  |
| Bellingham 78’ | Marcatori |  |

| Arbitro: | Eltringham |

|                 |           |            |
| Summerville 58’ | Marcatori | 66’ Thomas |

| Arbitro: | Martin |

|                                                              |           |  |
| Struijk 8’ Davis 25’ (aut.) Summerville 45’ (rig.) Piroe 52’ | Marcatori |  |

#### Girone di ritorno
| Arbitro: | Smith |

|                       |           |                    |
| Browne 57’ Millar 89’ | Marcatori | 83’ (rig.) Struijk |

| Arbitro: | Scott |

|              |           |  |
| Diangana 37’ | Marcatori |  |

| Arbitro: | Stroud |

|                                         |           |  |
| Bamford 34’ James 45+1’ Summerville 67’ | Marcatori |  |

| Arbitro: | Langford |

|  |           |                                  |
|  | Marcatori | 13’ Bamford 31’ James 88’ Rutter |

| Arbitro: | Webb |

|                             |           |          |
| James 6’ Piroe 90+4’ (rig.) | Marcatori | 2’ Keane |

| Arbitro: | Donohue |

|             |           |  |
| Bamford 14’ | Marcatori |  |

| Arbitro: | Martin |

|  |           |            |
|  | Marcatori | 47’ Gnonto |

| Arbitro: | Madley |

|                                         |           |  |
| Bamford 10’ Summerville 52’, 60’ (rig.) | Marcatori |  |

| Arbitro: | D. Webb |

|  |           |                                          |
|  | Marcatori | 8’ Summerville 10’ Piroe 35’, 72’ Gnonto |

| Arbitro: | Donohue |

|  |           |                       |
|  | Marcatori | 10’ Gnonto 72’ Rutter |

| Arbitro: | Pawson |

|                                    |           |          |
| Roberts 80’ Gray 83’ Bamford 90+4’ | Marcatori | 15’ Faes |

| Arbitro: | Kitchen |

|             |           |             |
| Helik 45+1’ | Marcatori | 67’ Bamford |

| Arbitro: | Langford |

|           |           |  |
| James 33’ | Marcatori |  |

| Arbitro: | Allison |

|  |           |                          |
|  | Marcatori | 45+5’ Bamford 58’ Gnonto |

| Arbitro: | Martin |

|                      |           |  |
| Gnonto 58’ James 79’ | Marcatori |  |

| Arbitro: | D. Webb |

|                     |           |                            |
| Bayo 31’ Dennis 44’ | Marcatori | 37’ Summerville 85’ Joseph |

| Arbitro: | J. Smith |

|                                             |           |                 |
| Byram 9’ Summerville 88’ (rig.) James 90+7’ | Marcatori | 34’ F. Carvalho |

| Arbitro: | Nield |

|                     |           |           |
| Simms 9’ Wright 49’ | Marcatori | 76’ Piroe |

| Leeds 9 aprile 2024, ore 20:00 WEST 42ª giornata | Leeds Utd | 0 – 0 referto | Sunderland | Elland Road (36 793 spett.)\| Arbitro: \| Robinson \| |
| Arbitro:                                         | Robinson  |               |            |                                                       |

| Arbitro: | J. Bell |

|  |           |              |
|  | Marcatori | 82’ Szmodics |

| Arbitro: | Harrington |

|                                 |           |                                                    |
| I. Jones 7’ Latte Lath 30’, 87’ | Marcatori | 14’ (rig.), 61’ Summerville 18’ Bamford 39’ Gnonto |

| Arbitro: | D. Bond |

|                                           |           |  |
| Chair 8’ Andersen 22’ Dykes 73’ Field 86’ | Marcatori |  |

| Arbitro: | Donohue |

|           |           |                             |
| Piroe 21’ | Marcatori | 18’ Armstrong 35’ Smallbone |

#### Play-off

##### Semifinali
| Norwich 12 maggio 2024, ore 12:00 WEST Semifinale Playoff - Andata | Norwich City | 0 – 0 referto | Leeds Utd | Carrow Road (26 982 spett.)\| Arbitro: \| J. Smith \| |
| Arbitro:                                                           | J. Smith     |               |           |                                                       |

| Arbitro: | Gillett |

|                                               |           |  |
| Gruev 7’ Piroe 20’ Rutter 40’ Summerville 68’ | Marcatori |  |

##### Finale
| Arbitro: | Brooks |

|  |           |               |
|  | Marcatori | 24’ Armstrong |

### FA Cup

#### Terzo turno
| Arbitro: | Allison |

|  |           |                             |
|  | Marcatori | 34’, 90’ Ampadu 47’ Bamford |

#### Quarto turno
| Arbitro: | L. Smith |

|             |           |             |
| Anthony 31’ | Marcatori | 73’ Randell |

| Arbitro: | R. Jones |

|              |           |                                                           |
| Galloway 78’ | Marcatori | 66’ Gnonto 97’ Summerville 111’ Rutter 117’ (aut.) Hardie |

#### Quinto turno
| Arbitro: | Coote |

|                                      |           |                |
| Jackson 15’ Mudryk 37’ Gallagher 90’ | Marcatori | 8’, 59’ Joseph |

### EFL Cup

#### Turni eliminatori
| Arbitro: | Seb Stockbridge |

|                          |           |           |
| Gelhardt 52’ Struijk 58’ | Marcatori | 28’ Perry |

| Arbitro: | Langford |

|                                                                         |                      |                                                                                           |
| Smith 52’                                                               | Marcatori            | 76’ Struijk                                                                               |
| Mallan McAleny Watson Dackers McLennan Lund Bolton Mariappa Tilt Ashley | Tiri di rigore 9 – 8 | Greenwood Struijk Rutter Gnonto Sinisterra Hjelde Cresswell Ampadu Summerville Shackleton |

## Statistiche finali

### Statistiche di squadra
Statistiche aggiornate al 26 maggio 2024.
| Competizione | Punti | In casa | In casa | In casa | In casa | In casa | In casa | In trasferta | In trasferta | In trasferta | In trasferta | In trasferta | In trasferta | Totale | Totale | Totale | Totale | Totale | Totale | DR  |
| Competizione | Punti | G       | V       | N       | P       | Gf      | Gs      | G            | V            | N            | P            | Gf           | Gs           | G      | V      | N      | P      | Gf     | Gs     | DR  |
| ------------ | ----- | ------- | ------- | ------- | ------- | ------- | ------- | ------------ | ------------ | ------------ | ------------ | ------------ | ------------ | ------ | ------ | ------ | ------ | ------ | ------ | --- |
| Championship | 90    | 24      | 17      | 5       | 2       | 49      | 16      | 24           | 11           | 5            | 8            | 36           | 27           | 49     | 28     | 10     | 11     | 85     | 44     | +41 |
| FA Cup       | -     | 1       | 0       | 1       | 0       | 1       | 1       | 3            | 2            | 0            | 1            | 9            | 4            | 4      | 2      | 1      | 1      | 10     | 5      | +5  |
| League Cup   | -     | 1       | 1       | 0       | 0       | 2       | 1       | 1            | 0            | 1            | 0            | 1            | 1            | 2      | 1      | 1      | 0      | 3      | 2      | +1  |
| Totale       | -     | 26      | 18      | 6       | 2       | 52      | 18      | 27           | 13           | 7            | 9            | 46           | 32           | 55     | 31     | 12     | 12     | 98     | 51     | +47 |

### Andamento in campionato
| Giornata  | 1  | 2  | 3  | 4  | 5  | 6  | 7 | 8 | 9 | 10 | 11 | 12 | 13 | 14 | 15 | 16 | 17 | 18 | 19 | 20 | 21 | 22 | 23 | 24 | 25 | 26 | 27 | 28 | 29 | 30 | 31 | 32 | 33 | 34 | 35 | 36 | 37 | 38 | 39 | 40 | 41 | 42 | 43 | 44 | 45 | 46 |
| --------- | -- | -- | -- | -- | -- | -- | - | - | - | -- | -- | -- | -- | -- | -- | -- | -- | -- | -- | -- | -- | -- | -- | -- | -- | -- | -- | -- | -- | -- | -- | -- | -- | -- | -- | -- | -- | -- | -- | -- | -- | -- | -- | -- | -- | -- |
| Luogo     | C  | T  | C  | T  | C  | T  | T | C | T | C  | C  | T  | T  | C  | T  | C  | T  | C  | C  | T  | T  | C  | C  | T  | T  | C  | T  | C  | C  | T  | C  | T  | T  | C  | T  | C  | T  | C  | T  | C  | T  | C  | C  | T  | T  | C  |
| Risultato | N  | P  | N  | V  | N  | V  | N | V | P | V  | V  | V  | P  | V  | V  | V  | N  | V  | V  | V  | P  | N  | V  | P  | P  | V  | V  | V  | V  | V  | V  | V  | V  | V  | N  | V  | V  | V  | N  | V  | P  | N  | P  | V  | P  | P  |
| Posizione | 10 | 19 | 19 | 13 | 15 | 10 | 9 | 6 | 9 | 6  | 5  | 3  | 3  | 3  | 3  | 3  | 3  | 3  | 3  | 3  | 3  | 3  | 3  | 3  | 4  | 4  | 4  | 4  | 4  | 3  | 3  | 2  | 2  | 2  | 3  | 3  | 2  | 1  | 2  | 2  | 3  | 3  | 3  | 2  | 3  | 3  |

Legenda:

Luogo: C = Casa; T = Trasferta. Risultato: V = Vittoria; N = Pareggio; P = Sconfitta.

### Statistiche dei giocatori
| Giocatore | Football League Championship | Football League Championship | Football League Championship | Football League Championship | FA Cup   | FA Cup | FA Cup      | FA Cup     | EFL Cup  | EFL Cup | EFL Cup     | EFL Cup    | Totale   | Totale | Totale      | Totale     |
| Giocatore | Presenze                     | Reti                         | Ammonizioni                  | Espulsioni                   | Presenze | Reti   | Ammonizioni | Espulsioni | Presenze | Reti    | Ammonizioni | Espulsioni | Presenze | Reti   | Ammonizioni | Espulsioni |
| --------- | ---------------------------- | ---------------------------- | ---------------------------- | ---------------------------- | -------- | ------ | ----------- | ---------- | -------- | ------- | ----------- | ---------- | -------- | ------ | ----------- | ---------- |

1. ↑  I giocatori i cui nomi sono in corsivo, sono stati ceduti ad altri club durante la stagione.